# Len austriacki
Len austriacki (Linum austriacum L.) – gatunek rośliny należący do rodziny lnowatych. 

## Rozmieszczenie geograficzne
Występuje w północnej Afryce, zachodniej Azji i Europie południowej i środkowej. W Polsce jest gatunkiem bardzo rzadkim. Za rodzime uznawane są jego stanowiska jedynie w okolicach Przemyśla; w rezerwacie Winna Góra oraz na Wzgórzach Łuczycko-Jaksmanickich. Istnieją jeszcze stanowiska w północnej Polsce, jak na przykład malowniczo położone stanowisko w Kozielcu k. Bydgoszczy, oraz na Śląsku, ale są one pochodzenia antropogenicznego. W Polsce występuje wyłącznie typowy podgatunek L. austriacum ssp. austriacum.

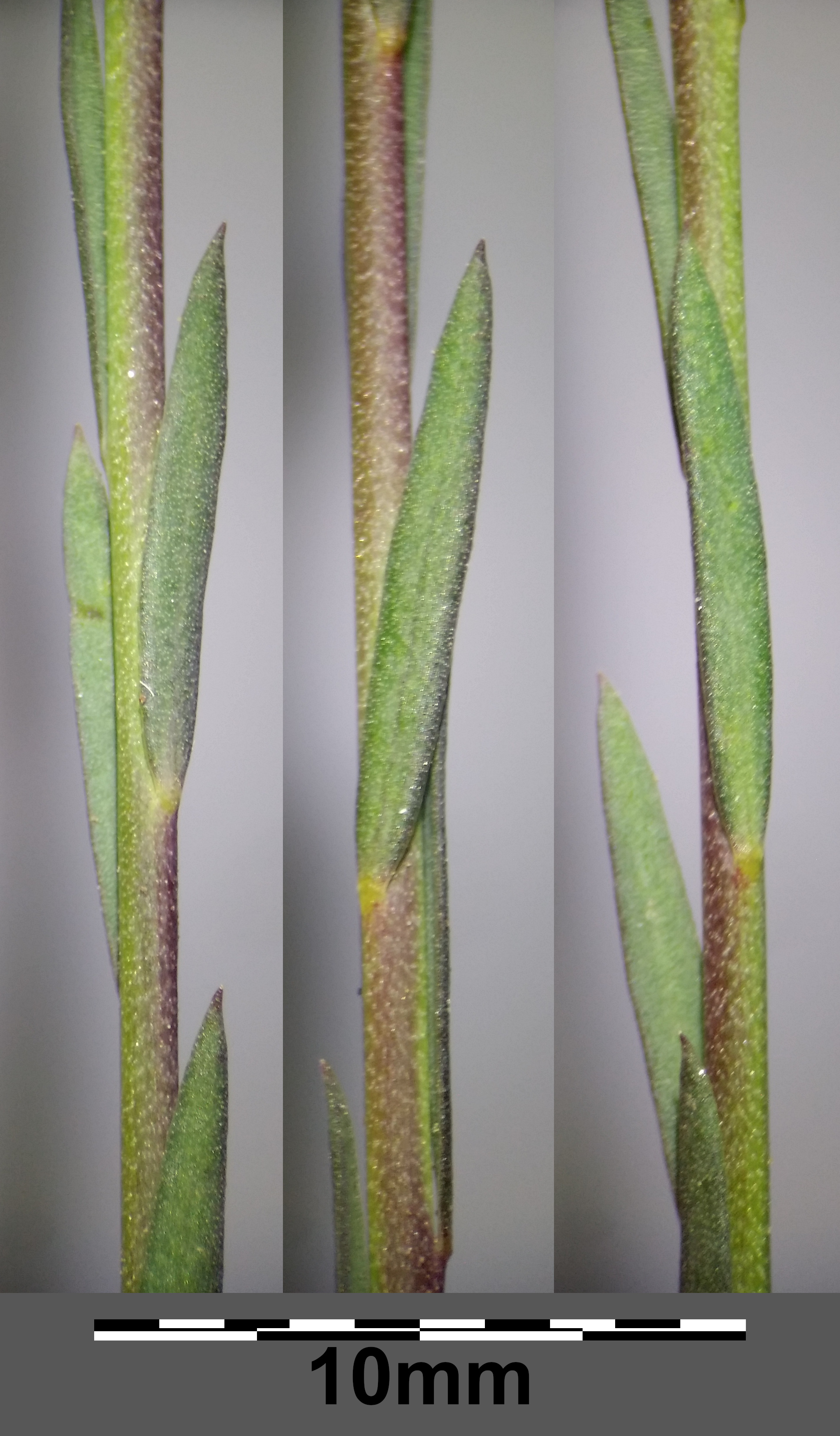
Liście

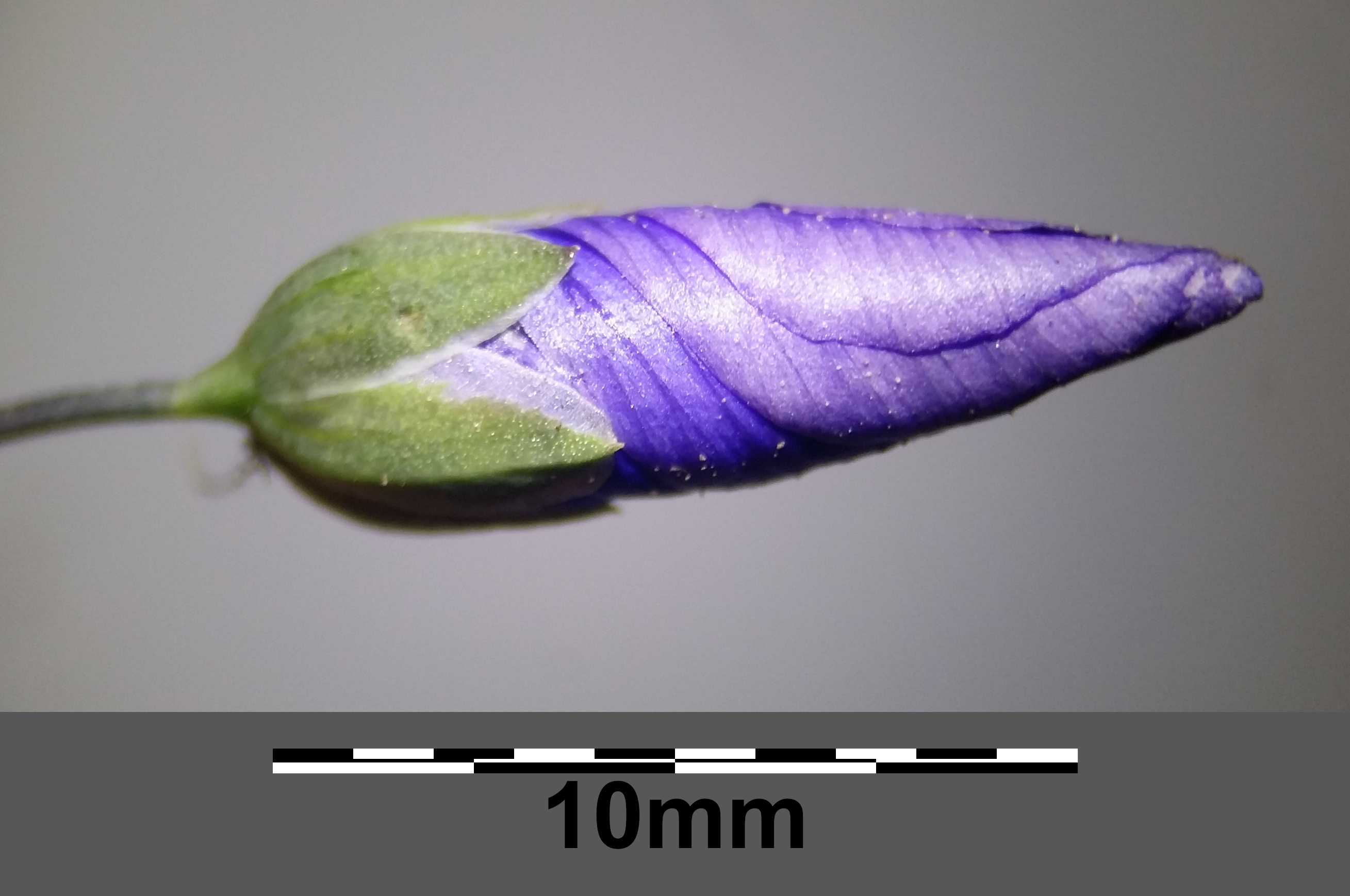
Pąk kwiatowy

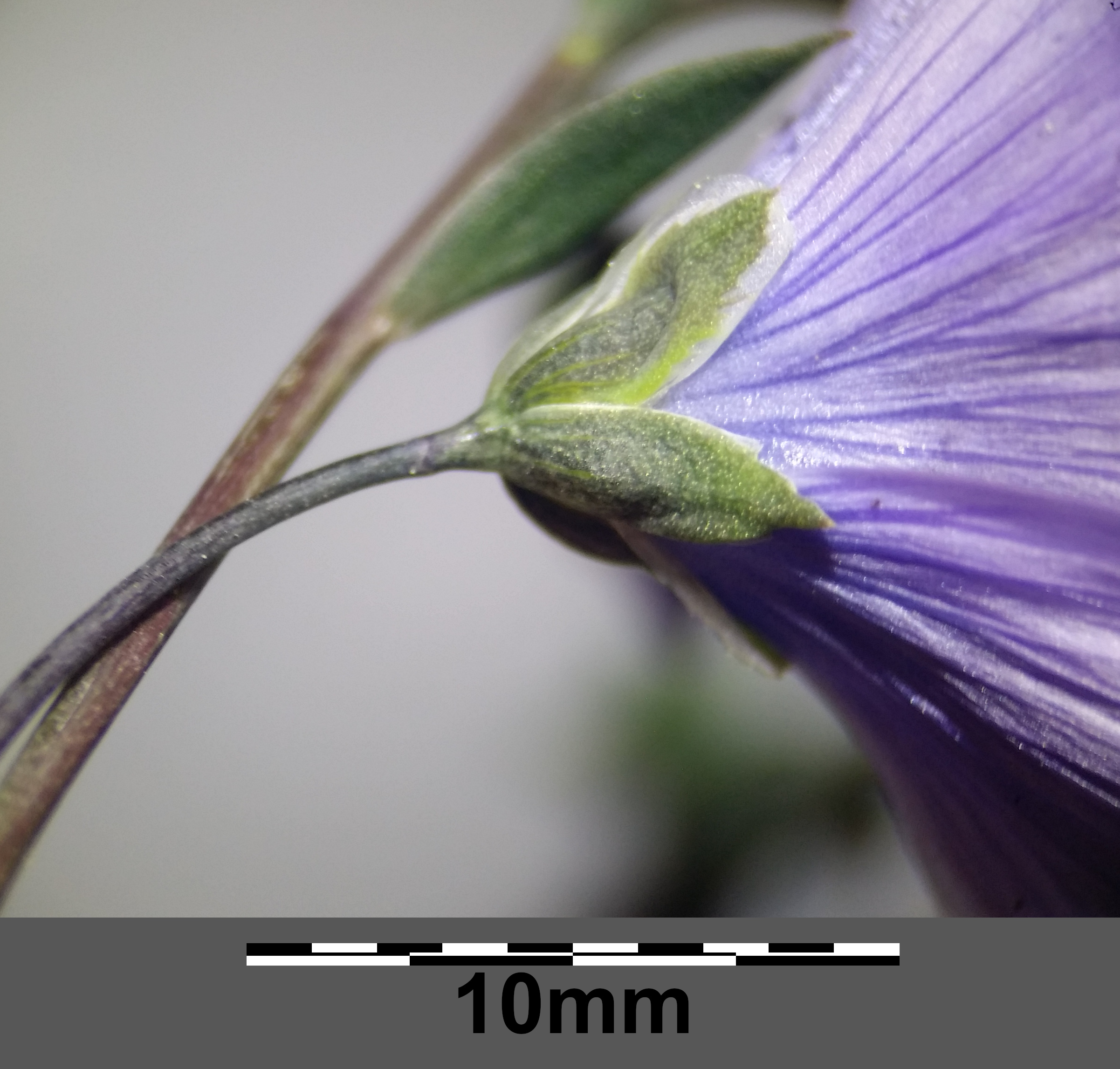
Kielich

## Morfologia
ŁodygaWzniesiona, prosta, cienka, naga, o wysokości 20–60(80) cm.
LiścieUlistnienie skrętoległe. Liście wąskolancetowate, długo zaostrzone, 1–3-nerwowe. W miękiszu liści występują komórki z kryształami szczawianu wapnia.
KwiatyZebrane w luźną wierzchotkę zwykle zwieszoną jednostronnie. Kwiaty 5-krotne, promieniste. Działki kielicha jajowate i błoniasto obrzeżone. Płatki korony niebieskie, o długości 10–15 mm. Występuje jeden słupek z pięcioma szyjkami i maczużkowatymi znamionami oraz dziesięć pręcików płodnych (międzyległych płatkom korony) oraz pięć prątniczków.
OwocJajowatokulista torebka o długości 3,5–5 mm, zawierająca dziesięć ciemnobrązowych nasion o długości do 3 mm. Szypułka owocu po dojrzeniu jest zgięta.
Gatunek podobnyLen trwały Linum perenne ma kwiatostan zwykle rozpierzchły w różnych kierunkach, szypułki z owocami wyprostowane lub słabo zgięte, torebki większe (6–7 mm długości), płatki korony większe (15–20 mm długości), działki kielicha zróżnicowane.

## Biologia i ekologia
- Bylina. Kwitnie od czerwca do sierpnia. Roślina owadopylna.
- Siedlisko: naturalne jego siedliska to suche łąki, stepy, murawy kserotermiczne. Występuje ponadto na siedliskach antropogenicznych; na skarpach, przydrożach, nasypach kolejowych. Preferuje podłoże bogate w węglan wapnia oraz miejsca suche i słoneczne. Hemikryptofit.
- W klasyfikacji zbiorowisk roślinnych gatunek charakterystyczny dla związku (All.) Cirsio-Brachypodion pinnati i Ass. Inuletum ensifoliae[5].
- Liczba chromosomów 2n=18[4].

## Systematyka i zmienność
Znanych jest 9 podgatunków:

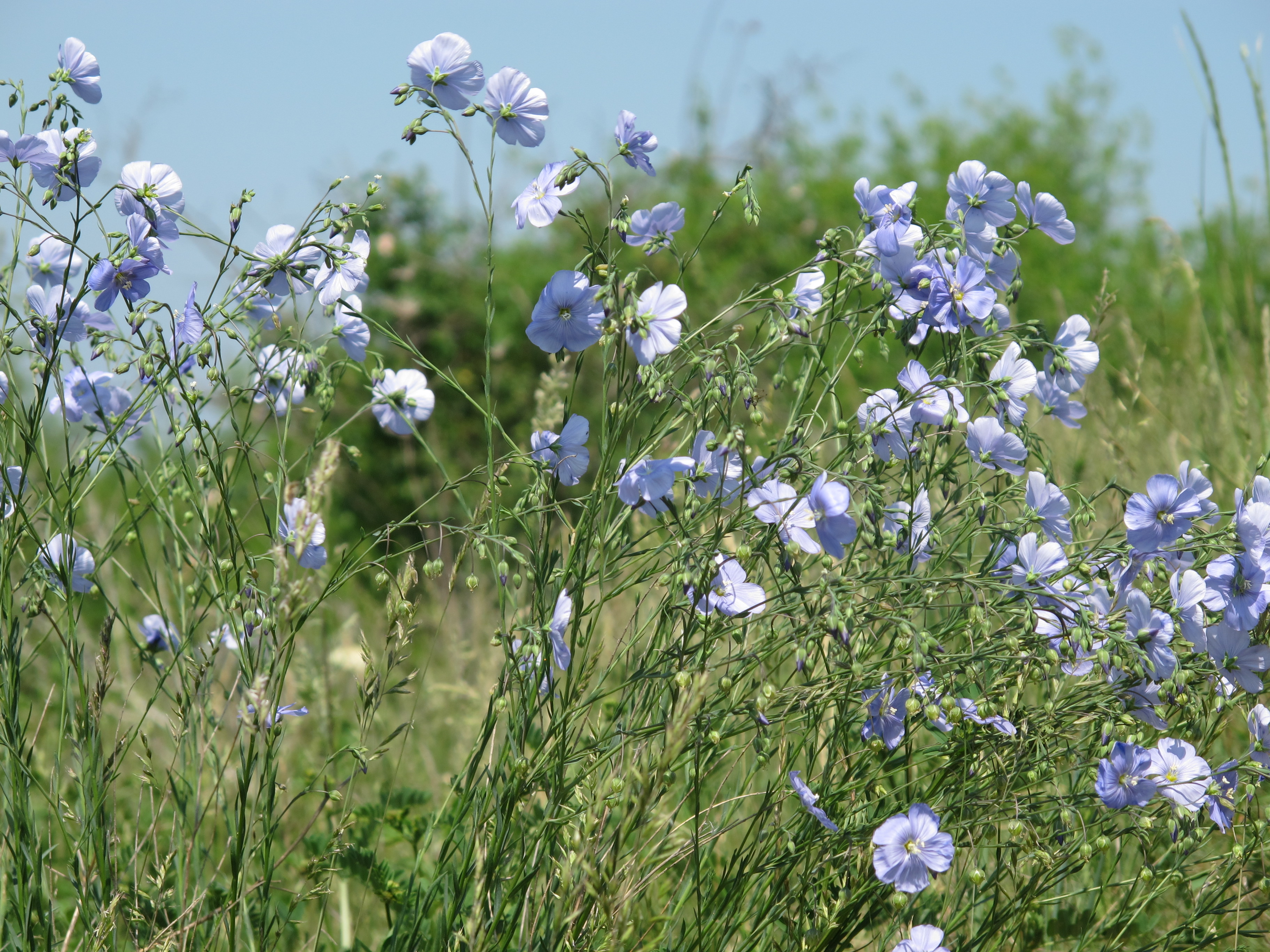
Łan lnu austriackiego

- Linum austriacum subsp. austriacum
- Linum austriacum subsp. collinum
- Linum austriacum subsp. euxinum
- Linum austriacum subsp. gaetulum
- Linum austriacum subsp. glaucescens
- Linum austriacum subsp. gomaricum
- Linum austriacum subsp. marschallianum
- Linum austriacum subsp. mauritanicum
- Linum austriacum subsp. tommasinii

## Zagrożenia i ochrona
Roślina objęta jest w Polsce od 2004 roku ścisłą ochroną gatunkową. Zagrożona jest głównie zarastaniem przez drzewa i krzewy w wyniku naturalnej sukcesji ekologicznej muraw kserotermicznych, w których występuje. Według Polskiej Czerwonej Księgi Roślin (2001) jest gatunkiem narażonym na wymarcie (kategoria zagrożenia VU). W wydaniu z 2014 roku otrzymała kategorię EN (zagrożony). Tę samą kategorię posiada na polskiej czerwonej liście.